# تيتو غوميز (رسام)
تيتو غوميز هو رسام كوبي، ولد في 1953.